# زبان خواهر
در زبان‌شناسی تاریخی، زبان‌های خواهر زبان‌های همبسته‌ای هستند که از یک زبان اجدادی مشترک، اصطلاحاً نیازبان، ریشه گرفته‌اند. اعضای یک خانواده زبانی نسبت به یکدیگر خواهر هستند.
یک مثال معمول، زبان‌های رومی است که همه آن‌ها ادامه لاتین گفتاری هستند. ایتالیایی و فرانسوی حدود ۸۹٪ همپوشانی لغوی دارند، به این معنی که ۸۹٪ از واژگان ویژگی‌ها و ریشه‌های یکسان را دارند. ایتالیایی و فرانسوی واژگان شبیه بسیاری دارند. به همین ترتیب، اسپانیایی و پرتغالی حدود ۸۹٪ از نظر واژگانی همپوشانی دارند، بنابراین بسیاری از کلمات بین این دو زبان مشترک هستند یا مشابه (هم‌خانواده را بیبنید). همپوشانی اسپانیایی و رومانیایی کمتر و در حدود ۶۷٪ است. اسپانیایی و پرتغالی تحت تأثیر عربی و رومانیایی تحت تأثیر زبان‌های مختلفی، به ویژه زبان‌های اسلاوی و یونانی، قرار گرفته‌است. زبان‌های عاشقانه همراه با مقدار زیادی واژه مشترک، در ویژگی‌های متعدد همچون صرف و نحو اشتراک دارند چرا که همه آن‌ها ادامه نیای مشترک خود، لاتین، هستند.